# 藤原龍也
藤原龍也（日语：／ Fujiwara Tatsuya，1982年5月15日—），日本男演員，出生於埼玉縣。身高178cm，血型A型。1997年參加舞台劇《身毒丸》的甄選，從5537人當中脫穎而出，更在倫敦的演出中一躍成名，在日本也以和舞台大師蜷川幸雄合作多部舞台劇而知名。
2000年，於日本電影《大逃殺》擔任男主角而開始於影視界嶄露頭角。
2001年，於日劇『新・星之金幣』首次擔任連續劇初主演。
2004年NHK的大河劇《新選組！》中飾演沖田總司一角。
2006年，憑著出演著名漫畫《死亡筆記本》電影版男主角「夜神月」而爆紅。
在電影和電視劇中，經常扮演老謀深算的智慧型角色，亦以誇張的崩潰表情聞名，在中文圈有「崩潰系男神」的戲稱。

## 事业

### 舞台剧
雖然到目前為止藤原龍也在海外最出名的作品是電影《大逃殺》（Battle Royale） 和 《死亡筆記本》（Death Note）；但在日本，舞台才是他的標誌。日本戲劇史上最年輕的舞台最高賞得主，20歲出頭就橫掃了日本演劇界的所有大獎。同樣是舞台起家的真田廣之和渡邊謙也是到了30多歲才達到他這個高度。藤原代表日本在歐美公演三島由紀夫的近代能樂時，無論是歐洲還是百老匯的評論家，都對他給予世界級演技的贊賞。
《身毒丸》是藤原龍也出道作，評論界表示“身毒丸是專為藤原龍也而生的角色”。1997年15歲的藤原龍也在蜷川幸雄負責的《身毒丸》錄用考試合格，在倫敦巴比康劇場初次登上舞台。。
2003年舞台劇 《哈姆雷特》（蜷川幸雄负责）中扮演男主角哈姆雷特（HAMLET），獲得第38屆紀伊國屋話劇獎個人獎、第3屆朝日舞台藝術獎、寺山修司獎、第11屆讀賣話劇大獎、杉村春子獎的優秀男演員獎。2005年，暑假舞台劇《近代能樂集～弱法師》在紐約初次公演，獲得極大好評。《紐約時報》亦以整版報導，連Ben Brantley在看過演出後都盛讚這是他今年看過的最好的舞台演出。
2008年2月藤原龍也在華盛頓肯尼迪中心（John F. Kennedy Center）第三次演出成名作《身毒丸》，並在3月至4月間再次在日本彩之國埼玉藝術劇場公演《身毒丸　復活》。

### 電影
2000年獲得名導演深作欣二賞識，主演《大逃殺》（Battle Royale） 七原秋也一角。2001年以電影《大逃殺》（深作欣二監督）獲得第27屆日本學院獎優秀男主角獎。
- 2019年：《人間失格：太宰治和三個女人們（日语：人間失格 太宰治と3人の女たち）》飾演 坂口安吾

### 電視劇
初出道時，不時出演校園劇，如《那就是答案!》、《純愛學園》、《天國之吻》等作品， 並曾在2004年NHK的大河劇《新選組！》中飾演新選組一番隊組長沖田總司一角。2006年獲邀出演《古畑任三郎》系列的《古畑任三郎 FINAL》，飾演第一夜的犯人。

## 個人生活
2013年5月31日，宣布與大自己3歲的圈外女友結婚，兩人愛情長跑九年終修成正果。2016年6月，於其個人網站宣布第一個兒子出生。

## 演出作品

### 舞台劇
- 1997年《身毒丸》（飾 身毒丸）
- 1998年《身毒丸》（飾 身毒丸）
- 1998年《三島由紀夫朗讀劇第一部·卒塔婆小町》（飾 詩人）
- 1999年《大正四谷怪談》（飾 伊右衙門）
- 2000年《唐版·瀧之白系》（飾 有田）
- 2000年《近代能樂集之弱法師》（飾 俊德）
- 2001年《近代能樂集之弱法師》（飾 俊德）
- 2002年《身毒丸Final》 (飾 身毒丸)
- 2002年《像人》（飾 JOHN MERRICK）
- 2003年《野田地圖·Oil》（飾 大和）
- 2003年《哈姆雷特》（飾 哈姆雷特）
- 2004年《羅密歐與茱麗葉》（飾 羅密歐）
- 2005年《近代能樂集之弱法師》（飾 俊德）
- 2005年《天保十二年的莎士比亞》（飾 王次）
- 2006年《劇場人生》（飾 約翰）
- 2006年《俄瑞斯忒斯》（飾 俄瑞斯忒斯）
- 2006年《野田地圖·Rope》（飾 HERCULES NOBUNAGA）
- 2007年《威尼斯商人》（飾 巴薩尼奧）
- 2008年《身毒丸》（飾 身毒丸）
- 2008年《海鷗》（飾 特裡波列夫）
- 2009年《武藏》（飾 宮本武藏）
- 2009-2010年《ANJIN イングリッシュ・サムライ》（飾 ドメニコ）
- 2010年《黙阿彌オペラ》（飾 五郎蔵）
- 2010年《水の手紙》※guest
- 2011年《ろくでなし啄木》（飾 石川啄木）
- 2012年《下谷万年町物語》（飾 洋一）
- 2012年《シレンとラギ》（飾 ラギ）
- 2012年《日の浦姫物語》（飾 稲若/魚名）
- 2013年《木の上の軍隊》（飾 新兵）
- 2014年《凱撒大帝》（飾 アントニー）
- 2015年《哈姆雷特》（飾 哈姆雷特）
  - 台灣場：2015年3月26、27、28、29日─國家戲劇院（台北）
  - 倫敦場

### 電影
- 2000年《假面學園（日语：仮面学園）》（飾 堂岛晓）
- 2000年《大逃殺》（飾 七原秋也，男生15号） 
  - 2003年《大逃殺2》
  - 2010年《大逃殺 3D》
- 2002年《SABU》（饰 荣二）
- 2004年《月光水母》（飾 寺泽征治）
- 2006年《死亡笔记本》（飾 夜神月） 
  - 2006年《死亡笔记本：决胜时刻》
  - 2006年《死亡筆記本外傳 L：最終的23日》
- 2008年《变色龙》（飾 野田伍郎）
- 2008年《蛇信與舌環》（飾 横山悟）-特別出演
- 2009年《禅 ZEN》（飾 北條時賴）-友情出演
- 2009年《賭博默示錄：人生逆轉遊戲》（飾 伊藤开司）
  - 2011年《賭博默示錄：人生奪回遊戲》
  - 2020年《賭博默示錄3：最終遊戲》
- 2010年《同栖生活》 （饰 伊原直辉）
- 2010年《与你舞动的夏天（日语：君が踊る、夏）》（饰 高木四郎）-友情出演
- 2010年《算计：七日死亡游戏（日语：インシテミル#映画）》（飾 結城理久彦）
- 2011年《田間小路的花花公子（日语：あぜ道のダンディ）》（飾 宮田的同事）-友情出演
- 2012年《歡迎回來 隼鳥號（日语：おかえり、はやぶさ）》（飾 大橋健人）
- 2012年《I'M FLASH!（日语：I'M FLASH!）》（飾 吉野ルイ）
- 2013年《十億追殺令》（飾 清丸國秀）
- 2014年《神的病歷簿2》（飾 進藤辰也）
- 2014年《三分之一：逆轉賭局（日语：サンブンノイチ）》（飾 清原修造）
- 2014年《超能對決（日语：MONSTERZ_モンスターズ）》（飾 男）
- 2014年《神劍闖江湖 京都大火篇》（飾 志志雄真實）
- 2014年《神劍闖江湖 傳說的最終篇》（飾 志志雄真實）
- 2015年《ST 紅與白的搜查檔案》（飾 赤城左門）
- 2015年《探險隊的榮光（日语：探検隊の栄光）》（飾 杉崎）
- 2016年《只有我不存在的城市》（飾 藤沼悟）
- 2017年《第22年的告白：我是殺人犯》（飾 曾根崎雅人）
- 2018年《愛哭鬼的棋蹟》（飾 奇怪的男人）
- 2018年《億男（日语：億男）》（飾 千住清人）
- 2019年《殺手餐廳Diner》（飾 龐貝羅）
- 2019年《人間失格：太宰治與他的3個女人（日语：人間失格 太宰治と3人の女たち）》（飾 坂口安吾）
- 2021年《太陽不會動（日语：太陽は動かない#映画）》（飾 鷹野一彦）
- 2021年《鳩的擊退法（日语：鳩の撃退法）》（飾 津田伸一）
- 2022年《Noise（日语：ノイズ (2022年の映画)）》（飾 泉圭太）
- 2024年《嘿帥哥!!2（日语：おいハンサム!!#映画）（飾 原先生）
- 2024年《聖☆哥傳 THE MOVIE〜聖人 VS 惡魔軍團〜》（飾 路西法）

### 電視劇
- 1997年《那就是答案！》（飾 榊演也）
- 1998年《幸虧愛得不深》（飾 高澤充）
- 1998年《三姐妹偵探團》第7、8話（飾 有田勇一）
- 1998年《サイバー美少女テロメア》（中譯美少女）（饰 真岡サトル）
- 1998年《樂園的橋》（飾 池尾純）
- 1998年《凍夏》（飾 及川佑介）
- 1998年《Change！》（飾 澤村健兒）
- 1998年《世紀末之詩》第6話（飾 廣田馨）
- 1999年《犯罪心理調查》第3話（飾 衝野雅彥）
- 1999年《畢業旅行》（飾 橫田純平）
- 1999年《純愛學園》（飾 筱田和臣）
- 1999年《天國之吻》（飾 筱原櫂）
- 2000年《讓愛說出來》（飾 雨宮潤）
- 2001年《聖的青春》（飾 村山聖）
- 2001年《いくつもの海を越えて》（饰 湊崇暢）
- 2001年《新星之金幣》（飾 村岡一樹）
- 2002年《SABU》（飾 榮二）
- 2002年《鎌鼬之夜》（飾 佐竹高彥）
- 2002年《不需要愛情的夏天》（飾 芥川奈留）
- 2004年《新選組！》（飾 冲田總司）
- 2004年《八墓村》（飾 田治見辰彌）
- 2005年《赤的疑惑》（飾 相良光夫）
- 2006年《古畑任三郎 FINAL》第40話（第1夜-重生之死）（飾 崛部音彌）
- 2006年《新選組!土方歳三最後的一天》（飾 冲田總司）※只有回想的部分
- 2006年《戰國自衛隊～關原之戰》（飾 小早川秀秋）
- 2008年《東京大空襲》（飾 大場博人）
- 2010年《我家的歷史》第2・3話（飾 手塚治蟲）
- 2010年《爺爺25歲》（2010年11月、TBS深夜劇）（飾 栗原稔）
- 2011年《遺恨》（飾 臼井六郎）
- 2011年《東野圭吾3周連續SP-布魯特斯的心臟》（飾 末永拓也）
- 2011年《Piece Vote》（飾 脇谷優） ※特別出演
- 2013年《ST 警視廳科學特搜班》 （飾 赤城左門）
- 2013年《瞌睡先生》（飾 伊集院靜）
- 2014年《ST 紅與白的搜查檔案》 （飾 赤城左門）
- 2015年《〜ROAD TO 探險隊的榮光〜》（飾 杉崎正雄）[4]
- 2015年《糖果之家》（飾 武田武蔵，客串第2話）[5]
- 2016年《NHK特別劇 致深陷海底的你》（飾 前原茂雄）[6]
- 2016年《精靈守護者》（飾 天皇）[7]
- 2016年《然後，誰都不在了》（飾 藤堂新一）[8]
- 2017年《精靈守護者II 悲傷的破壞神》（飾 天皇）
- 2017年《人性的証明》（飾 棟居弘一良）
- 2017年《逆轉真相》（飾 深瀨和久）[9]
- 2017年《世界奇妙物語'17 秋之特別篇「夜之聲」》（飾 我堀英一）[10]
- 2017年《精靈守護者 最終章》（飾 天皇）
- 2019年《新的王者》（飾 秋葉新）
- 2020年《太陽不會動 -THE ECLIPSE-（日语：太陽は動かない#キャスト（テレビドラマ））》（飾 鷹野一彦）
- 2021年《青之SP ～學校內警察．嶋田隆平～》（飾 嶋田隆平）[11]
- 2021年《忠臣藏狂詩曲No.5 中村仲藏 出世階段》（飾 謎之侍）
- 2023年《Get Ready!》（飾 下山田譲）[12][13]
- 2024年《嘿帥哥!!2（日语：おいハンサム!!#キャスト）》（飾 原先生）[14]　※友情出演
- 2024年《全領域異常解決室》（飾 興玉雅）[15]

### 紀錄片
- 被稱為身毒丸的男孩-為倫敦公演而生的15歲的天才演員（1998年6月8日、富士電視台）
- 世界停留記（毎日放送）
  - 冰點下35度·藤原龍也與加拿大獵人會面（1999年2月14日）
  - 尼泊爾·藤原龍也與6人姊妹會面（2000年3月26日）
  - 藤原龍也再次與在加拿大最後的獵人的會面（2001年9月23日）
- 戀愛男女（1999年4月、富士電視台）
- Takeshi的萬物創世紀regular（2000年、朝日電視台）
- いま、裸にしたい男たち（2001年2月、NHK）
- Fight Money（2001年4月11日～2001年10月6日、富士電視台） - レギュラー
- スゴ腕!バウト（2001年10月13日～2001年12月29日、富士電視台） - レギュラー
- 情熱大陸 （2002年10月20日、TBS）
- 藤原龍也·倫敦紀行（2004年5月4日、東京電視台）
- Honey Coming!（2004年8月6日～13日、TBS）
- 99size!（2004年8月7日、日本電視台）
- プルミエール～総力特集 藤原龍也 in N.Y.-23歲的挑戰（2005年8月24日、WOWOW）
- 蛋白酥皮的心情（2006年6月24日、日本電視台）
- 99size!（2006年12月30日、日本電視台）
- 地球危機2008　何気なく暮らしている人たちへ（2008年1月4日、朝日電視台）※リポーター
- スポーツ大陸（2008年4月4日~、NHK）※ナビゲーター

### 電台
- 藤原龍也與妻夫木聰的挑戰夜（1999年5月～2000年3月、日本放送）
- 藤原龍也的All night Nippon SUPER（2000年7月28日、LF）
- 藤原龍也in Battle Royale 2（2003年6月27日、LF）
- SUNTORY THEATER ZERO-HOUR（2004年4月19日～23日、J-WAVE）- 嘉賓、《美麗的星星》三島由紀夫朗讀
- 日本民間故事 ~ 7-Eleven フェアリー・ストーリーズ（2005年6月26日、FM東京）- 『寶藏比賽』朗讀
- 小栗旬 All Night Nippon（2009年2月18日、10月7日、2010年2月17日、日本放送）- 嘉賓
- 藤原龍也 All Night Nippon『算計』Special（2010年10月18日、日本放送）
- Sky presents 藤原龍也 Radio（2019年1月18日 - 、朝日放送電台）

### 聲優

#### 電影配音
- 《一家之鼠超力仔》（2000年） - 史超域·李
- 《一家之鼠超力仔2》（2002年） - 史超域·李
- 《一家之鼠超力仔3：野外求生記》（2006年） - 史超域·李
- 《天煞地球反擊戰：復甦紀元》（2016年）- Jake Morrison

#### 劇場動畫
- 2010年《借物少女艾莉缇》- 斯皮勒角色配音（台灣上映時間：2011年1月14日）
- 2015年《神奇寶貝劇場版：光環的超魔神 胡帕》- 巴爾札

ルパン三世 THE FIRST（2019年） - ゲラルト 役
ワンス・アポン・ア・スタジオ -100年の思い出- 日本語吹替（2023年） - クスコ 役

#### 電視動畫
- 2011年《逆境無頼開司 破戒録篇》第26話（2011年、日本電視台） - 黒服 役

#### OVA
- 《Pokemon the movie XY 光環的超魔神 胡帕》（2015年） - 巴爾札（バルザ）

#### 遊戲
- 世嘉 PS3游戲「人中之龍3」（2009年）- 島袋力也角色配音 (2009年)
- 世嘉 PS4 遊戲「人中之龍6」（2016年）- 宇佐美勇太角色配音（2016年）
- 世嘉 PS5 遊戲「人中之龍7 外傳 英雄無名」（2023年）- 宇佐美勇太(僅出現在回憶片段)

### CM（廣告）
- Zelda傳說 時之笛（1998年11月、任天堂）
- 好侍通玉米筒（1999年～2000年、好侍通食品）
- 紅茶花傳（2000年、日本可口可樂）
- Innocence DVD （2004年、講談社）
- 匠TAKUMI（2004年～2005年、東洋水產）
- ダイアパレス（2005年 - 2008年、ダイア建設）
- ENEOS新車的訂閱（2022年、ENEOS）
- 明治益生菌優格LG21（2022年、明治）[16]
- Cook D 熟成豆板醬（2024年、味之素）[17]

## 寫真集
- 『1/f‐YURAGI』（1999年9月、フールズメイト）
- 『Persona』（2000年6月、角川書店）
- 藤原竜也×妻夫木聡×三池崇史『SABU ガイドブック』（2002年10月、キネ旬ムック）
- 『twenty ONE』（2003年11月、POTATO編集部・学研）
- 蜷川幸雄×藤原竜也×鈴木杏『Photo Book ロミオとジュリエット』（2005年2月、双葉社）
- 『no control』（2005年10月、文藝春秋）
- 『カメレオン OFFICIAL PHOTO BOOK』（2008年6月、太田出版）
- 藤原竜也×篠山紀信『竜也 いまの俺』（2008年7月、集英社）

## 寫真DVD/VIDEO
- 『JUNK』（1999年6月17日）video
- 『FUNK』（1999年8月18日）video
- 『JUNK＋FUNK』（2002年3月6日）dvd
- 『moon』（2004年8月4日）dvd

## 雜誌
- 『FRaU』連載（2004年6月22日発売号～半年間、講談社）
- 『TV STATION』内「お日柄もよく藤原竜也です。」（2006年7月連載終了 4年間、ダイヤモンド社）
- 『POTATO』連載（[2007年]4月連載終了 10年間）

## 受賞紀錄
- 第36回金箭賞 演劇新人賞（1999年）
- 第37回金箭賞 演劇賞（2000年）
- 第43回藍絲帶獎賞新人賞（2000年、『大逃殺』）
- 第10回 日刊體育電影大獎新人賞（2000年、『大逃殺』）
- 第24回日本電影金像獎優秀主演男優賞、新人俳優賞（2001年）
- 日本Eland'or賞新人賞（2003年）
- 第38回紀伊國屋演劇賞個人賞（2004年）
- 第3回朝日舞台藝術賞、寺山修司賞（2004年）
- 第11回讀賣演劇大賞優秀男優賞、杉村春子賞（2004年）
- 第27回日本電影金像獎優秀主演男優賞（2004年）
- 第18回 日本電影專業大獎（日语：日本映画プロフェッショナル大賞） 主演男優賞（2009年）
- 第37回 放送文化基金賞 演技賞（2011年）
- 第41回日本電影學院獎 優秀主演男優賞（2018年、『第22年的告白：我是殺人犯』）